# Лаврова олія

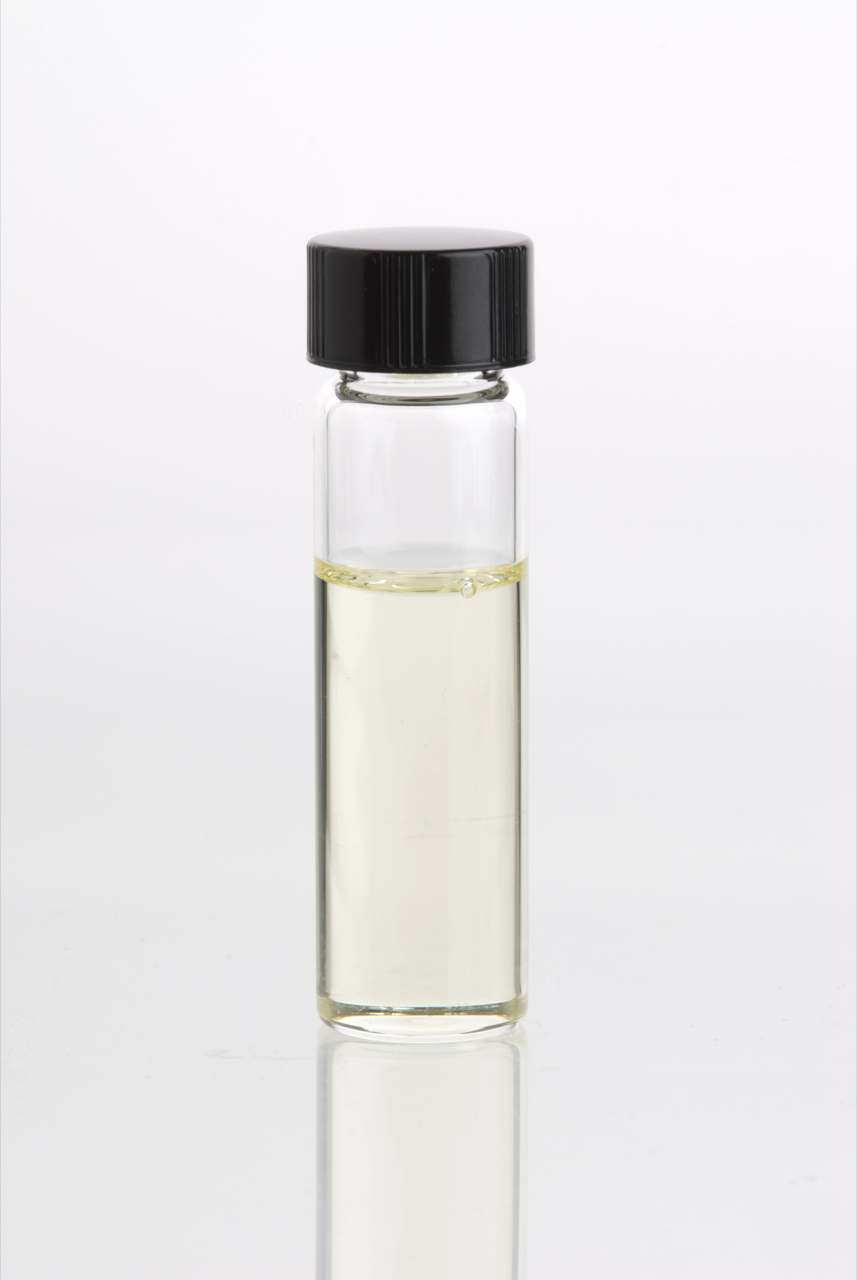
Есенція лаврової олії

Лаврова олія — ефірна олія, рухома безбарвна або світло-жовта рідина зі специфічним пряним запахом і гострим смаком.

## Знаходження в природі
Міститься в листках і стеблах лавра благородного Laurus nobilis L., який росте на Балканському півострові, у Закавказзі, на узбережжі Середземного моря, в Англії та інших країнах.

## Отримання
Отримують з листя і їх відходів, стебел і дрібних нездеревенівших гілок шляхом відгону з парою; вихід олії 0,5-0,6%.

## Застосування
Застосовують для ароматизації кухонної солі, як компонент харчових есенцій, парфумерних композицій і ароматів для косметичних виробів.